# 조언 (상회왕)
상회왕 조언(相懷王 曹偃, ? ~ 236년)은 조위의 제후왕으로, 상상왕의 손자이다.

## 행적
청룡 2년(234년), 아버지 상민왕의 뒤를 이어 상왕(相王)에 봉해졌으나 2년 후 죽었다. 시호를 회라 하였고, 아들이 없어 봉국은 폐지되었다.

## 출전
- 진수, 《삼국지》 권20 위지 무문세왕공전

| 전임 아버지 상민왕 조잠 | 조위의 상왕 234년 ~ 236년 | 후임 (봉국 폐지) |